# Односи Србије и Холандије
Односи Србије и Холандије су инострани односи Републике Србије и Краљевине Холандије.

## Билатерални односи
Званични дипломатски односи су успостављени 1899. године.
2002. тадашњи холандски премијер Вим Кок посетио је Београд.
11. марта 2006. Слободан Милошевић некадашњи председник Србије и СР Југославије је умро у притвору у Схевенингену за време суђења у Хашком трибуналу (под сумњом да је убијен).
Холандија је признала једностарано проглашење независности Косова.

### Економски односи
- У 2020. укупна робна размена износила је 896 милиона долара. Од тога, извоз из Србије вредео је 420,7 мил. УСД, а увоз 476,2 милиона.
- У 2019. години размењено је укупно роба вредних 846 милиона УСД. Извоз из наше земље био је 421 милион долара, док је увоз износио 425 мил.
- У 2018. робна размена укупно је износила 807 милиона долара. Извоз из РС вредео је 382 мил. УСД, а увоз 425 милиона.[2][3]

### Дипломатски представници

#### У Београду и Лондону
- Јост Рејнћес, амбасадор, 2021. -
- Гилес Бесхор Плуг, амбасадор, 2019. - 2021.
- Хендрик Ван ден Дол, амбасадор, 2015. - 2019.
- Лорен Луис Стоквис, амбасадор, 2010. - 2015.
- Рон ван Дартел, амбасадор, - 2010.
- Баренд дер Хејјден, амбасадор, 2002. -
- Кес Кломпенхаувер, амбасадор, 1999. - 2002.
- Јан Питер де Зван, амбасадор, 1998. -
- Јан Фителарс, амбасадор, 1990. -
- Албертус Ноеј, амбасадор, - 1990.
- Фрутс Хреп, амбасадор
- Мартен фан Беркел, амбасадор
- Јо Ван Дер Валк, амбасадор
- С. барон ван Хемстра, амбасадор, 1971. - 1975.[4]
- М.Ф. Вигевено, амбасадор, 1965. - 1970.[5]
- С.Г.М. барон ван Ворст тот Ворст, амбасадор, 1959. - 1964.
- Г.Е. барон ван Итерсум, посланик, 1955. - 1958.
- Х.А. Хелб, посланик, 1953. - 1955.[6]
- Ир.Х.М. Дозј, посланик, 1946. - 1953.  - Холандија признаје Владу Ј.Б. Тита и враћа посланство у Београд
- Л.П.Ј. де Декер, посланик, 1943. - 1946.
- Р. Флас, отпр. послова, 1942. - 1943.
- Ј.Д. ван Карнебек, отпр. послова, 1941. - 1942.
- Мархант ет д' Ансембург (гроф), изасланик саветник, 1940. - 1941. - посланство бежи 1941. заједно са Југ. Владом у Лондон
- Ф.В. Крадрјк, изасл. саветник, 1938. - 1940.
- К.Д. Схилер тот Персем, изасланик, 1922. - 1924.
- Г.Д. Адвокат, изасланик, 1920.

#### У Хагу
- Ксенија Миленковић, амбасадор, 2019. - 2024.
- Петар Вицо, амбасадор, 2013. - 2019.
- Чедомир Радојковић, амбасадор, 2009. - 2013.
- Радослав Стојановић, амбасадор, 2006. - 2009.
- /   Маја Митровић, амбасадор, 2002. - 2006.
- Родољуб Етински, отправник послова, 2000. - 2002.
- Милан Грубић, амбасадор, 1997. -
- Ђорђе Лопичић, отпр. послова, 1993. -
- Борут Бохте, амбасадор, 1989. - 1991.
- Звонимир Костић, амбасадор, 1985. - 1989.
- Драгомир Петровић, амбасадор, 1981. - 1985.
- Милош Шумоња, амбасадор, 1977. - 1981.
- Тарик Ајановић, амбасадор, 1973. - 1977.
- Мирко Милутиновић, амбасадор, 1969. - 1973.
- Ђуро Нинчић, амбасадор, 1964. - 1969.
- Зденко Штамбук, амбасадор, 1961. - 1964.
- Бранко Драшковић, амбасадор, 1958. - 1961.
- Салко Фејић, посланик а затим и амбасадор, 1955. -
- Милан Ристић, посланик, 1953. - 1955.
- Мате Јакшић, посланик, 1950. - 1953.
- Павле Жауцер, амбасадор, 1948. - 1950.
- Милован Продановић, посланик, 1947. - 1948.
- Фотије Станојевић, отправник послова, 1920.
- /  Милан Ђ. Милојевић, отпр. послова, 1917. - 1918. а потом и посланик, 1. јул 1918. - 1920.

Све до 1917. године српски посланици који су били акредитовани у Лондону, били су истовремено акредитовани и код холандског Двора, али са седиштем у Лондону.